# Urszulin (Włodawa)
Pour les articles homonymes, voir Urszulin.
Urszulin (prononciation [urˈʂulin]) est un village de la gmina d'Urszulin, du powiat de Włodawa, dans la voïvodie de Lublin, situé dans l'est de la Pologne.
Il est le siège administratif (chef-lieu) de la gmina rurale d'Urszulin.
Urszulin se situe à environ 31 kilomètres au sud-ouest de Włodawa (siège du powiat) et 46 kilomètres au nord-est de Lublin (capitale de la voïvodie).
Sa population s'élevait à 1 003 habitants en 2008.

## Administration
De 1975 à 1998, le village est attaché administrativement à l'ancienne voïvodie de Chełm.

Depuis 1999, il fait partie de la nouvelle voïvodie de Lublin.